# سمفونی شماره ۹۷ (هایدن)

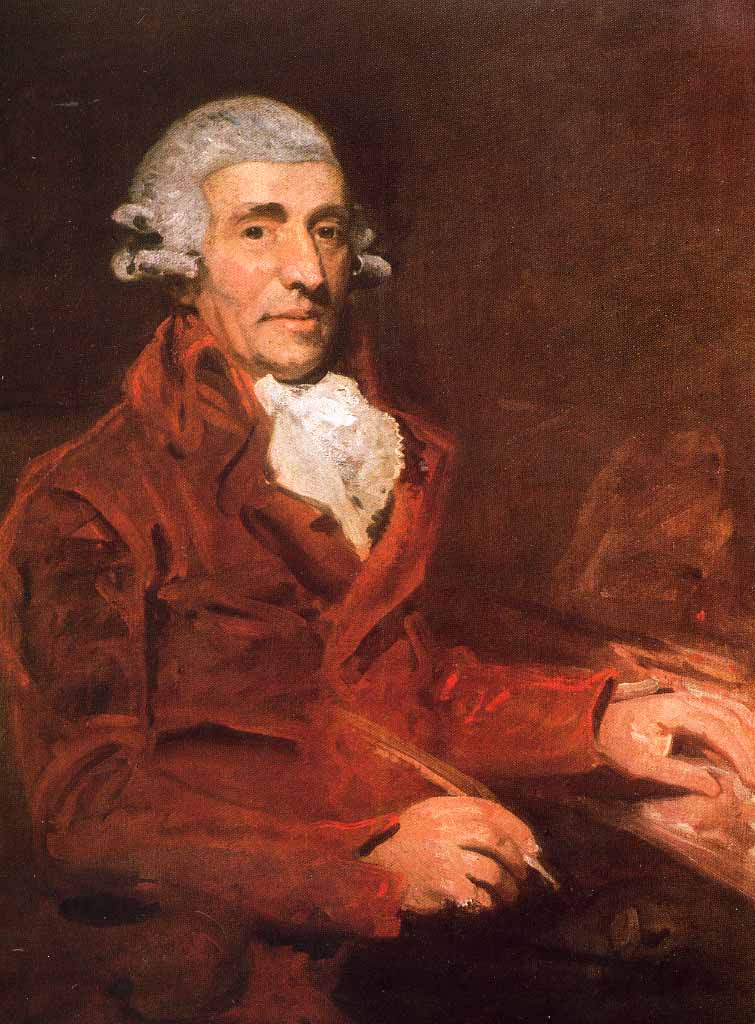
پرتره فرانتس جوزف هایدن

سمفونی شماره ۹۷ در رِ ماژور، هوبوکن یک/۹۷ (Hoboken I/97)، پنجمین سمفونی از مجموعهٔ دوازده سمفونی لندن (شماره‌های ۹۳–۱۰۴) اثر یوزف هایدن است.
هایدن سمفونی ۹۷ را در سال ۱۷۹۲ میلادی و جزو مجموعهٔ سمفونی‌های سفرِ نخستش به لندن تصنیف کرد. این اثر نخستین بار در ۳ یا ۴ مهٔ ۱۷۹۲ در تالارهای «میدان هانوفرِ» لندن و به رهبریِ خودِ آهنگساز اجرا شد.
این سمفونی ابتدا در لندن چاپ و منتشر شد و در عرض چند سال، در سراسرِ اروپا پخش شد؛
بتهوون، در تصنیفِ سمفونی‌ای در دو ماژور، از این سمفونی الگو گرفت؛ اما هرگز نتوانست آن را تکمیل کند؛ همچنین، فریدریش ویت، در تصنیفِ سمفونیِ یِنا، که زمانی تصور می‌شد ازآنِ بتهوون است، از این سمفونی الهام گرفت.

## سازبندی و موومان‌ها
سمفونی شماره ۹۷ هایدن برای ارکستر کلاسیک متشکل از دو فلوت، دو ابوا، دو فاگوت (باسون)، دو کُر (هورن)، دو ترومپت، تیمپانی، و سازهای زهی سازبندی شده‌است.
اجرای کاملِ این اثر به‌طور معمول حدودِ ۲۴ دقیقه زمان می‌بَرَد.
این سمفونی، مانند سایر «سمفونی‌های لندنِ» هایدن، چهار موومان دارد:
1. آداجو – ویواچه با میزانِ 3
4
2. آداجو ما نُن تروپو با میزانِ 2
2 (در فا ماژور)
3. منوئه و تریو – آلِگرِتو با میزانِ 3
4
4. فیناله: پرِستو آسایی با میزانِ 2
4

در موومان نخست، پس از پیش‌درآمدی آهسته، که تعمّداً از دو ماژور دور می‌شود، زمینه (تِم) اصلیِ موومان، فانتزی‌گونه‌ای است که بر سه نُتِ اصلیِ سه‌گانهٔ دو ماژور تأکید دارد.